# Microsoft NetShow

Microsoft NetShow

NetShow era il quadro della Microsoft per le trasmissioni di rete, destinato a competere con RealNetworks RealMedia. È ora rinominato e commercializzato sotto l'ombrello di Windows Media.
NetShow 1.0 è uscito nel 1996. Una versione più recente, la 2.0, è stata inclusa nel SP3 di Windows NT 4.0 nel 1997. La versione 3.0 uscì dalla metà del 1998. La linea dell'intero prodotto fu rinominata Windows Media nell'ottobre 1999, quattro mesi prima dell'apparizione di Windows 2000.

## Componenti
- NetShow Player (versione 2.0 è stata inclusa con Internet Explorer 4 nel 1997, ora è incorporata in Windows Media Player)
- NetShow Services (rinominato Windows Media Services)
- NetShow Encoder (rinominato Windows Media Encoder)
- Canale NetShow (rinominato Windows Media Station)

## Relative tecnologie
- Active Streaming Format (ASF) (poi rinominato a  Advanced Streaming Format, quindi a  Advanced Systems Format)
- Microsoft Media Server (MMS)